# Utenbach (Thüringen)
Utenbach is een  dorp in de Duitse gemeente Apolda in het landkreis Weimarer Land in Thüringen. Het dorp wordt voor het eerst genoemd in een oorkonde uit 957. Utenbach werd in 1994 toegevoegd aan de gemeente Apolda.